# Serhiy Tihipko
Serhiy Leonidovych Tihipko (en ucraniano: Сергій Леонідович Тiгiпко) (nacido el 13 de febrero de 1960) es un político y especialista en finanzas ucraniano, que ha servido vice primer ministro y ministro de Política Social de su país. 
Tihipko fue ministro de Economía en 2000 y posteriormente se desempeñó como Presidente del Banco Nacional de Ucrania de 2002 a 2004. Se postuló sin éxito para la presidencia de Ucrania en las elecciones presidenciales de 2010 y ha anunciado su candidatura a las elecciones presidenciales de 2014.

## Primeros años
Tihipko nació el 13 de febrero de 1960 en la aldea de Draganesti, Singerei, en el distrito Lazovskiy del Moldavo RSS. Su padre luchó en la Segunda Guerra Mundial, donde fue gravemente herido, y murió cuando Tihipko tenía 10 años. Su madre era una enfermera del pueblo. Tiene dos hermanos: uno de seis años mayor, y uno de dos años más joven.

## Educación, ejército, y la Unión de Jóvenes Comunistas (Komsomol)
Tihipko fue educado en la escuela local en el distrito de Lazovskiy, y luego fue a la universidad en Dnipropetrovsk, donde se graduó en ingeniería metalúrgica del Instituto Metalúrgico Dnipropetrovsk en 1982.
Sirvió en el Ejército soviético en un regimiento de tanques 1982-1984.
Tihipko fue primero jefe de un departamento, y luego subdirector de la enseñanza y el trabajo educativo en la mecánica-Metalúrgica Escuela Secundaria Técnica Dnipropetrovsk desde 1984 hasta 1986. Al mismo tiempo desarrolló una exitosa carrera en el Komsomol, la rama juvenil del partido comunista soviético. Esto le permitió ser el primer Secretario de Dnipropetrovsk Komsomol organización regional de 1986 a 1989; había cerca de medio millón de miembros del Komsomol en la región de Dnipropetrovsk, y Tihipko se convirtieron en su primer electo Primer Secretario popular en 1989. Desde 1989 hasta 1991, Tihipko fue el primer secretario del comité regional de Dnipropetrovsk de la All-Union Leninist Young Communist League.